# Chloephaga poliocephala

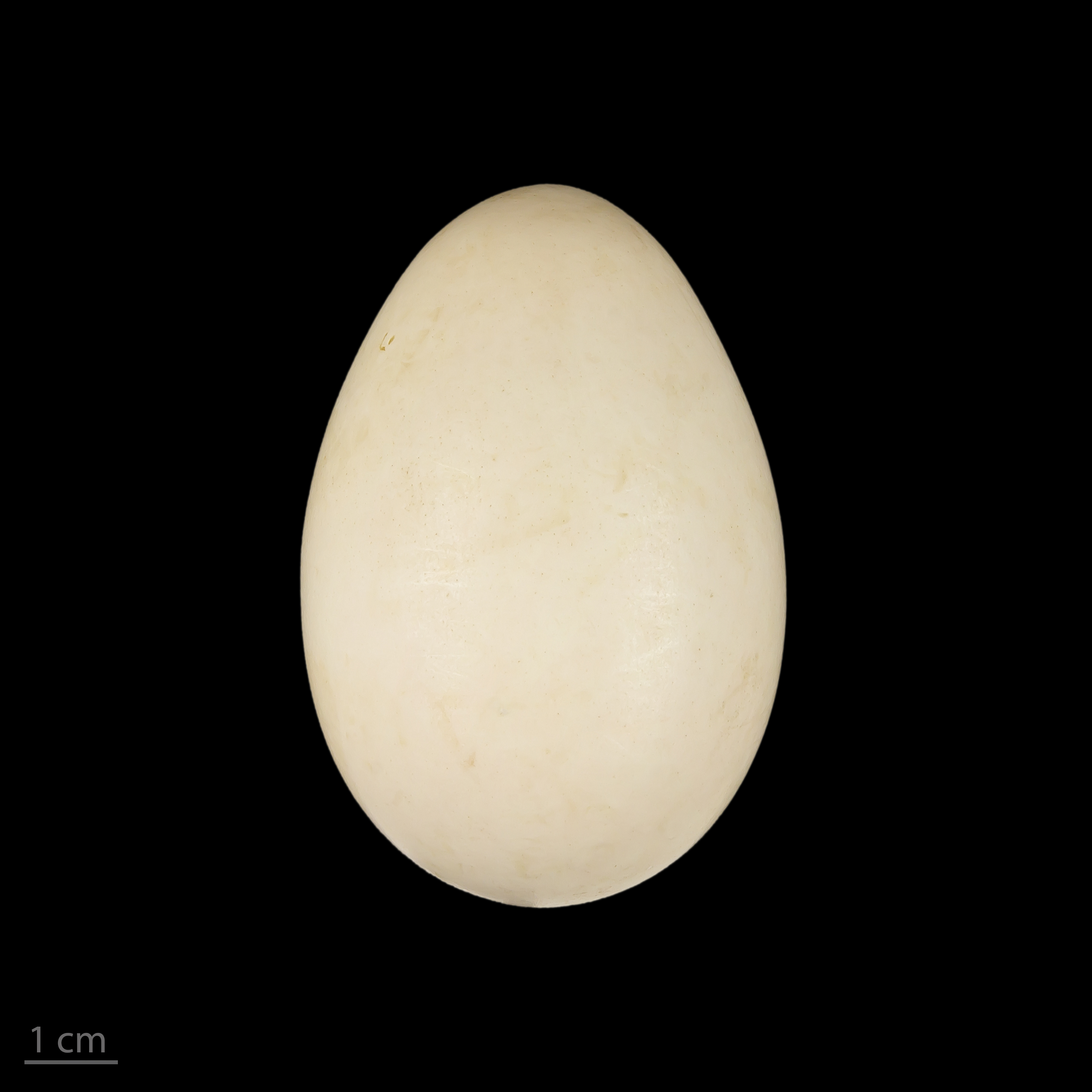
Chloephaga poliocephala

L'oca testagrigia (Chloephaga poliocephala Sclater, 1857) è un uccello della famiglia degli Anatidi.

## Distribuzione e habitat
Nidifica sulle aree montuose dell'estremità meridionale del Sudamerica e sverna nelle pianure a nord del suo areale riproduttivo.

## Descrizione
L'oca testagrigia è un uccello dalla corporatura tozza lungo 50–55 cm; ha il dorso marrone chiaro, il collo castano e i fianchi bianchi striati di nero. La testa, di colore grigio, è più chiara sulla sommità. Il lato interno delle zampe è nero, mentre quello esterno è rosso. I sessi sono simili: il maschio, però, può avere striature ridotte sulle regioni inferiori o non averne affatto. Gli esemplari immaturi hanno un piumaggio scialbo e la testa marrone.
In volo, questa specie rende ben visibili le penne primarie nere che spiccano sul resto delle ali, completamente bianche a eccezione di una larga fascia verde. Il richiamo del maschio consiste in un fischio di bassa frequenza, mentre la femmina emette un suono simile al gracchiare di un corvo.

## Biologia
Depone 4-6 uova in un nido costruito tra l'erba alta. Predilige le radure delle foreste umide di pianura e si nutre brucando l'erba; nuota solo raramente.